# Papuamimus
Papuamimus is een geslacht van wantsen uit de familie van de Miridae (Blindwantsen). Het geslacht werd voor het eerst wetenschappelijk beschreven door Schuh in 1984.

## Soorten
Het genus bevat de volgende soorten:

- Papuamimus irianicus Schuh, 1984
- Papuamimus maai Schuh, 1984